# Itticoltura

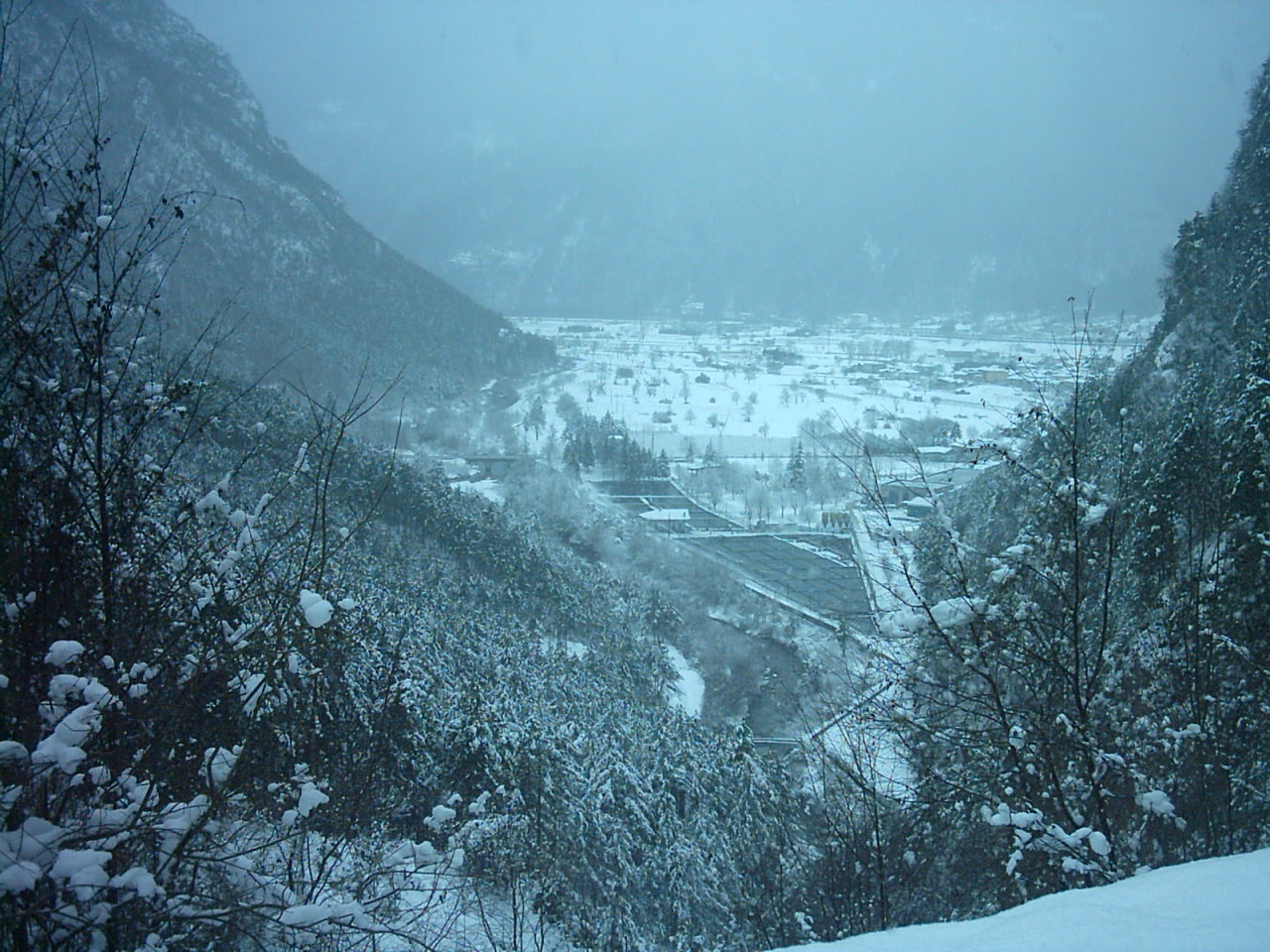
Una piscicoltura di trote accanto al torrente Palvico a Storo

L'itticoltura (nota anche come piscicoltura o pescicoltura) è un'attività produttiva che, nell'ambito della pesca (sia sportiva che commerciale), si occupa dell'allevamento e della riproduzione dei pesci. Ancora oggi la maggior quantità di pesce viene pescato nei mari e negli oceani: o con piccoli pescherecci che non si allontanano troppo dalla costa o con moderne navi oceaniche che restano al largo anche molti mesi (con conseguente conservazione del pescato in grandi celle frigorifere).

## Storia

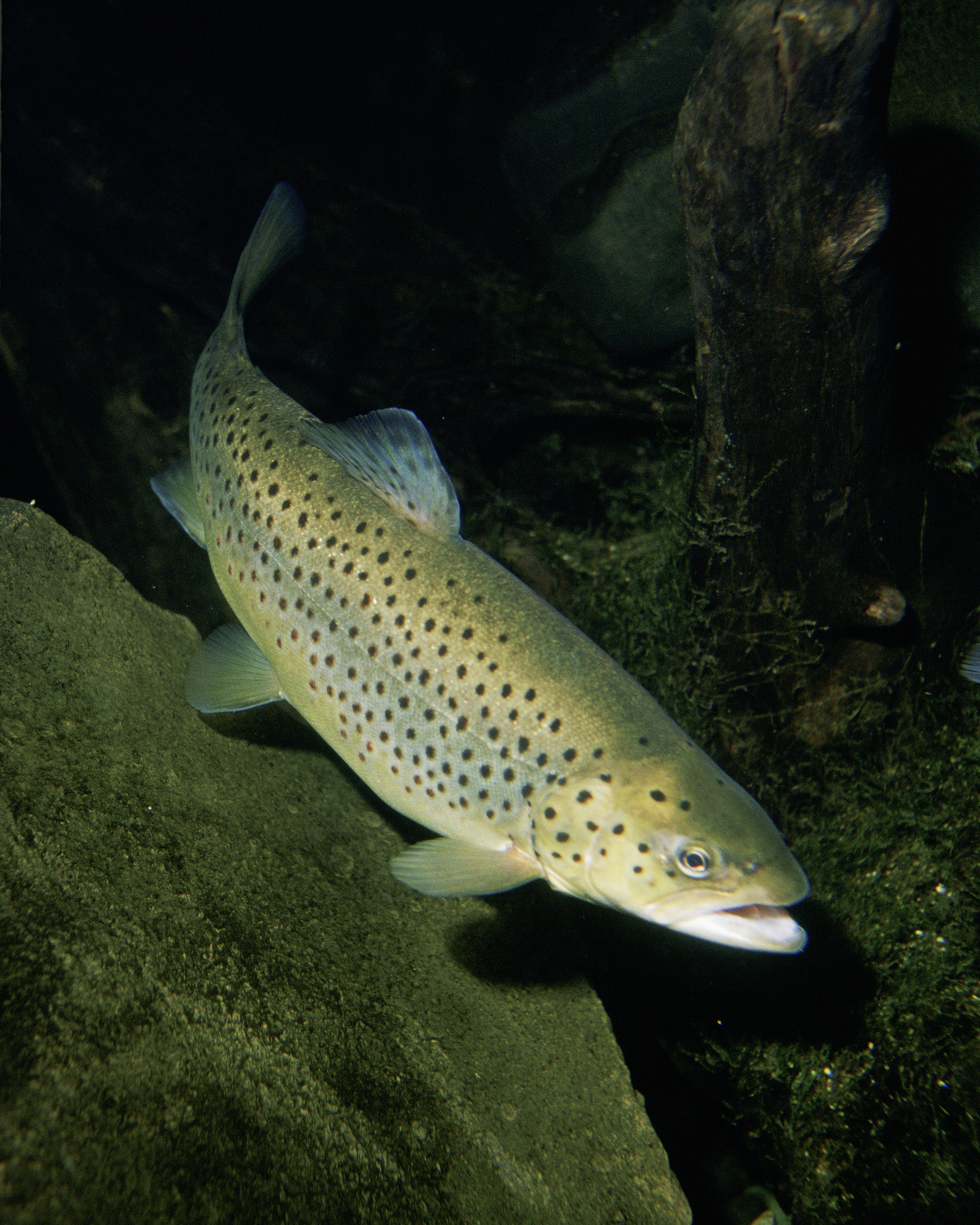
Trota

Uno dei primi allevamenti ittici della storia si trovava nelle acque dell'isola di Ponza, dove i Romani avevano creato un murenario per soddisfare le preferenze gastronomiche degli imperatori che vi si recavano in vacanza.
In tempi moderni la realizzazione di impianti di itticoltura risponde all'esigenza di rendere disponibile abbondante pesce commestibile per i due principali settori della pesca sportiva e dell'approvvigionamento distributivo. In entrambi i casi si hanno sia impianti marini (ad esempio, per l'orata) che di acqua dolce (trota e altri salmonidi).

## Descrizione

### Impianti

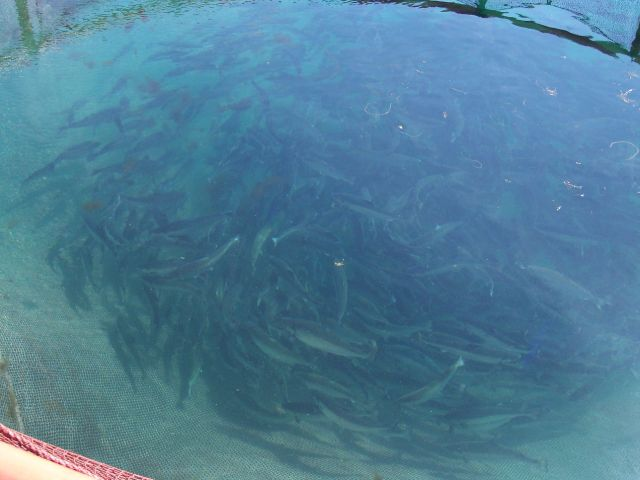
Salmoni in acquacoltura in Norvegia

Naturalmente il pesce si può anche allevare con semplici tecniche di acquacoltura. I bacini sono ricavati su bassi fondali accanto alla costa, mediante recinzione con argini di terra o con reti metalliche. Gli impianti di allevamento possono essere suddivisi secondo il sito di ubicazione in: impianti a terra ed impianti a mare. La prima tipologia risulta la più diffusa nell'area mediterranea e comprende differenti sistemi di allevamento quali: sistemi estensivi e valli da pesca, sistemi intensivi con flusso d'acqua a perdere e sistemi intensivi a ricircolo.
Gli impianti a mare sono costituiti da gabbie sia del tipo galleggiante, sia sommerso che sommergibile. Le caratteristiche strutturali ed in particolare la capacità di resistere alle mareggiate permette di distinguere due differenti modelli: gabbie idonee per l'uso in aree marine protette (baie, fiordi, ecc.) e gabbie off-shore idonee per essere installate in mare aperto. La tendenza attuale dello sviluppo dell'acquacoltura è ridurre gli impianti a terra o sottocosta e sviluppare attività in mare aperto.

### Specie ittiche allevate

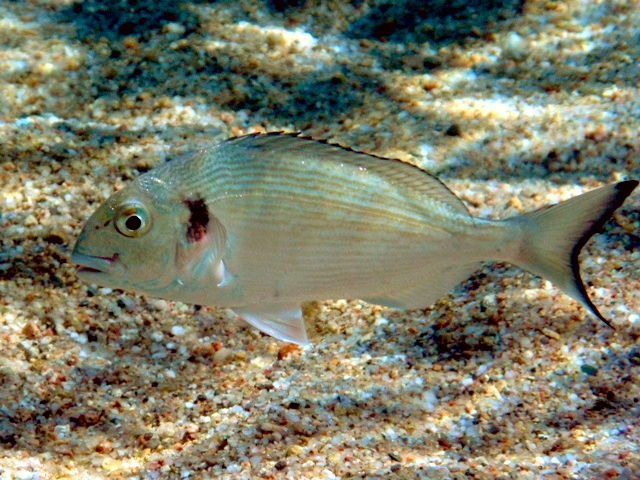
Orata

Tra le specie di acqua dolce la palma di specie più allevata è contesa da tre specie: trota iridea, carpa e tilapia, quest'ultima solo in climi tropicali. Nelle valli da pesca italiane si incontrano spesso anche anguille e cefali. In mare il discorso è più articolato e spesso vengono allevate le specie più apprezzate sui mercati locali, ad esempio in Italia negli allevamenti a terra vengono allevate quasi esclusivamente spigole e orate mentre negli impianti offshore si trovano principalmente tonni e ricciole.